# Valli del Pasubio
Valli del Pasubio (Vałi de 'l Paxubio in veneto) è un comune italiano di 3 038 abitanti della provincia di Vicenza in Veneto, situato sulla Strada provinciale 46 del Pasubio, che mette in comunicazione Vicenza con Rovereto. Possiede due frazioni: Staro (che si trova tra il capoluogo e Recoaro Terme) e S. Antonio del Pasubio (che si trova sulla SS 46 del Pasubio in direzione Rovereto)
L'attuale comune di Valli del Pasubio deriva da due realtà distinte che per secoli hanno seguito diverse vicende storiche e amministrative: sulla riva destra della Leogra si stendeva Valle dei Signori (Valles Dominorum), così detta perché in origine era possedimento dei signori da Vivaro, feudatari del vescovo di Vicenza; sulla riva sinistra si trovava Valle dei Conti (Valles Comitum), appartenente ai conti di Vicenza, i Maltraversi.

## Geografia fisica
Il paese è anche noto come meta turistica. Sullo sfondo di Valli, guardando da est verso ovest, vi sono il gruppo del Pasubio, il gruppo del Sengio Alto e infine il gruppo del Carega, montagne che si prestano a escursioni in mezzo alla natura sia per famiglie sia per alpinisti esperti.
Tra le escursioni nel gruppo del Pasubio: la Strada delle 52 gallerie, la Strada degli Scarubbi, Bocchetta Campiglia, Passo Xomo e la Strada degli Eroi.

## Storia

### Medioevo
L'alta val Leogra durante il Basso Medioevo fu popolata - come molti territori prealpini - da coloni di etnia e lingua tedesca, detti Cimbri ma non collegati con il popolo dei Cimbri; secondo il Mantese, storico della chiesa vicentina, l'epoca più probabile dell'arrivo di questi insediamenti è il XIII secolo.
Questo fenomeno fu favorito dalla posizione geografica della zona, passaggio naturale per i collegamenti tra l'Altopiano dei Sette Comuni, dove i cimbri si erano insediati già a partire dal X secolo, e la Lessinia e tra il Trentino e il Vicentino. Questa popolazione, che verso il XIV e il XV secolo finì per assorbire quasi totalmente l'elemento latino nelle zone di insediamento, mantenne per diverso tempo lingua e tradizioni, favoriti anche dalla presenza di sacerdoti di lingua tedesca ("de Alemania") per la cura pastorale e il servizio religioso.
I coloni furono chiamati - in quanto boscaioli, per disboscare e mettere a pascolo le terre della zona, e come minatori - dai signori del tempo, i Da Vivaro e i Conti di Vicenza. Essi avevano anche lo juspatronato della cappella di Santa Maria che, secondo alcuni documenti - un privilegium di papa Callisto II del 1123 e le Rationes decimarum degli archivi vaticani - esisteva già agli inizi del Duecento, dipendente dalla pieve di Belvicino.
Già nel 1297 l'edificio aveva assunto le prerogative di parrocchiale, infatti in quell'anno è citato il suo rettore Fridericus e nel 1303 il successore Teodoricus. Vanno sottolineati i loro nomi propri, che ne suggeriscono le origini tedesche. L'edificio venne in seguito ricostruito e riconsacrato nel 1342.
Verso la metà del Trecento, durante la dominazione scaligera, il territorio di Valli fu sottoposto, sotto l'aspetto amministrativo, al Vicariato civile di Schio e tale rimase sino alla fine del XVIII secolo.

### Epoca moderna
Per il resto il territorio ha seguito le sorti di tutto il Vicentino, passando dagli Scaligeri ai Visconti e quindi alla Repubblica di Venezia. Di quest'ultimo periodo è l'emanazione degli statuti delle due comunità (1487).

### Epoca contemporanea
Dopo la caduta della Repubblica di Venezia attraversò il tormentato periodo napoleonico che vide, oltre all'unificazione dei due comuni sotto il nome di Valli dei Signori, anche la progettazione della strada "regia" per collegare Schio a Rovereto, completata più tardi dagli Austriaci (1817).
Confluito nel Regno d'Italia dopo la terza guerra d'indipendenza, il comune patì le distruzioni della prima guerra mondiale vista la posizione lungo la linea del fronte. A ricordo di quegli eventi, nel 1926 cambiò denominazione in Valli del Pasubio in riferimento alla montagna che fu teatro di sanguinosi scontri.
Durante la seconda guerra mondiale, nell'ottobre del 1940, era giunto a Valli del Pasubio un gruppo di una quarantina di ebrei jugoslavi in stato di libero internamento. Per due anni i rifugiati risiedettero nella zona, fraternizzando con la popolazione locale. Con la nascita della Repubblica Sociale Italiana, la situazione si fece drammatica; l'ordine di arresto dei profughi giunse il 30 novembre 1943, ma i locali carabinieri trovarono il modo di ritardare l'applicazione dell'ordine, dando così tempo ai profughi di dileguarsi con l'aiuto della popolazione locale e del parroco, don Michele Carlotto, il quale per la sua azione venne in seguito riconosciuto tra i giusti tra le nazioni. Nessuno degli ebrei internati a Valli del Pausubio risulta così tra le vittime dell'Olocausto. La maggior parte di essi riuscì a rifugiarsi in Svizzera. Altri sopravvivono nascosti nel territorio italiano. Unica eccezione è quella di Leon "Leo" Steinlauf, un giovane ebreo di 27 anni che si era unito ai partigiani della Val Leogra e che tradito da una delazione fu ucciso da militi della G.N.R. il 3 aprile 1945 in località Contrà Pietra.

### Simboli
Lo stemma e il gonfalone del Comune di Valli del Pasubio sono stati concesso con decreto del presidente della Repubblica del 22 giugno 2005.
(D.P.R. 22.06.2005)
Nello stemma è raffigurata la Stella d'Italia, i monti Cornetto e Pasubio con il Pian delle Fugazze e l'Ossario che sorge sul colle Bellavista. L'aquila in volo porta negli artigli la bandiera italiana. In basso le lettere romane X V C D, secondo la tradizionale interpretazione, significano X ("Decem" o "Ex") Valles Comitum (et) Dominorum" ("Valli del Conti e dei Signori"), dove il numero romano X potrebbe indicare il numero delle valli in cui scorrono gli affluenti del torrente Leogra.
Il gonfalone è un drappo partito di azzurro e di bianco.

## Monumenti e luoghi d'interesse

### Architetture religiose

#### Chiesa parrocchiale S. Maria di Valli del Pasubio

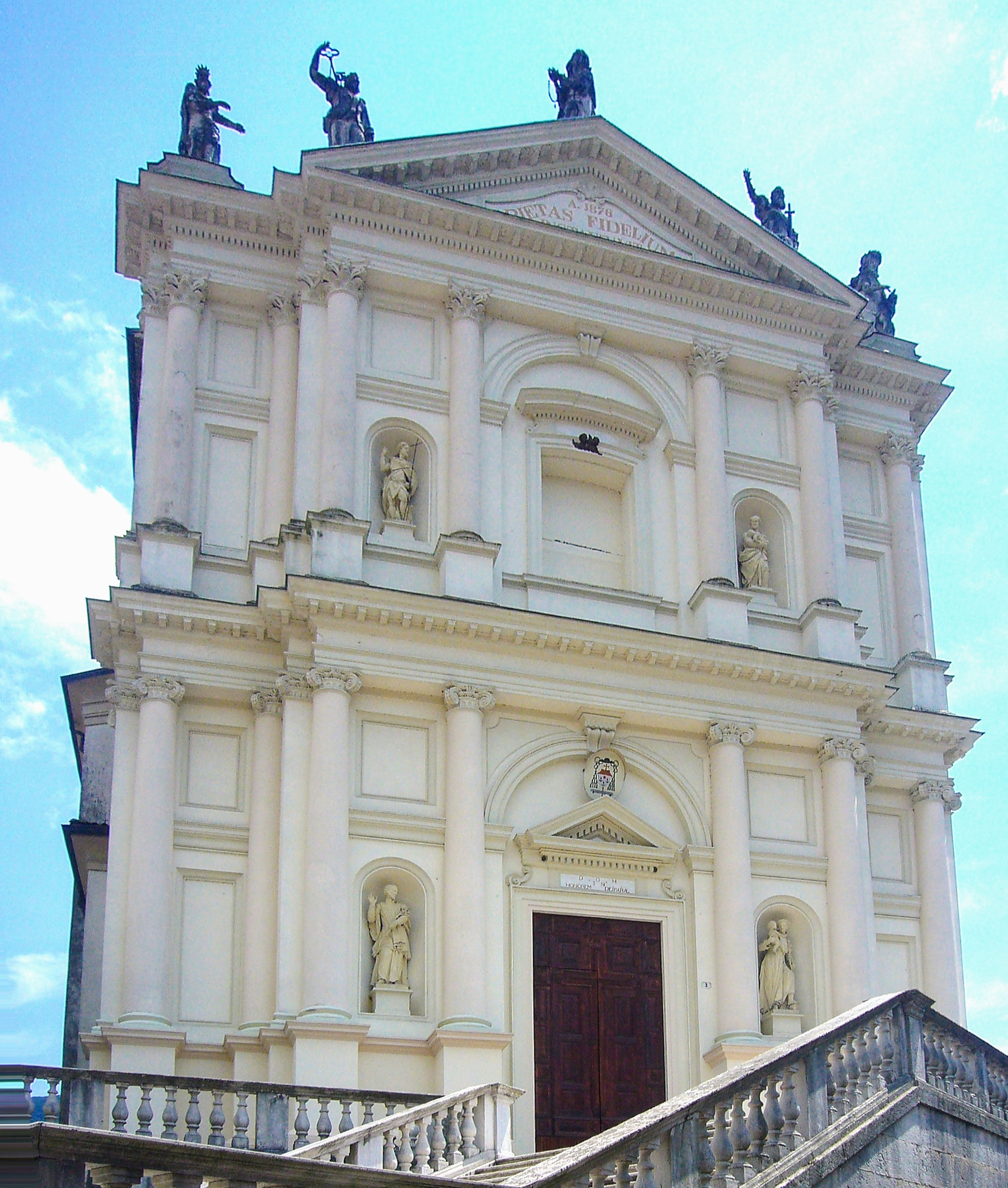
La chiesa parrocchiale

L'attuale chiesa fu eretta nel 1760-1772 e definitivamente consacrata nel 1889. Nel primo dopoguerra, a causa delle distruzioni del conflitto, fu sottoposta a un drastico restauro che vide l'intervento del pittore Felice Lovato per la parte decorativa.
All'interno si conserva una preziosa Pietà in pietra tenera, risalente al Cinquecento.

#### Chiesetta di S. Carlo
La chiesetta di S. Carlo eretta nel 1620 e restaurata nel 1889, è situata sopra un monte nei pressi del quartiere Savena. Si presenta adornata da due eleganti porticati costituiti a loro volta da capitelli lavorati dai Pasoni, famiglia di scalpellini del luogo. All’interno racchiude notevoli bellezze artistiche, tra cui un affresco per il coro di Giuseppe Pupin del 1855, oltre che un Reliquiario contenente un frammento della corona di spine di Gesù, donato dal Beato Bartolomeo da Breganze. Nel 1967 furono rubati alcuni candelieri e una pregevole pala raffigurante la Madonna col Bambino e S. Sebastiano. Si festeggiano qui S. Carlo e S. Valentino.

#### Chiesetta di S. Geltrude
La chiesetta di S. Geltrude e S. Biagio fu la prima chiesetta montana ad essere edificata nella Valle dei Signori, nel 1440 circa, da lavoratori tedeschi qui immigrati. Sorge su un colle nel quartiere Cavrega, dove prima si ergeva una piccola fortificazione. I quadri della Via Crucis che sono custoditi all’interno sono notevoli stampe del 1700, mentre sull’altare si trova una pala del Seicento. Chiusa la maggior parte dell’anno, viene aperta in occasione della festività di S. Geltrude e nel primo giorno delle rogazioni.

#### Chiesetta di S. Rocco

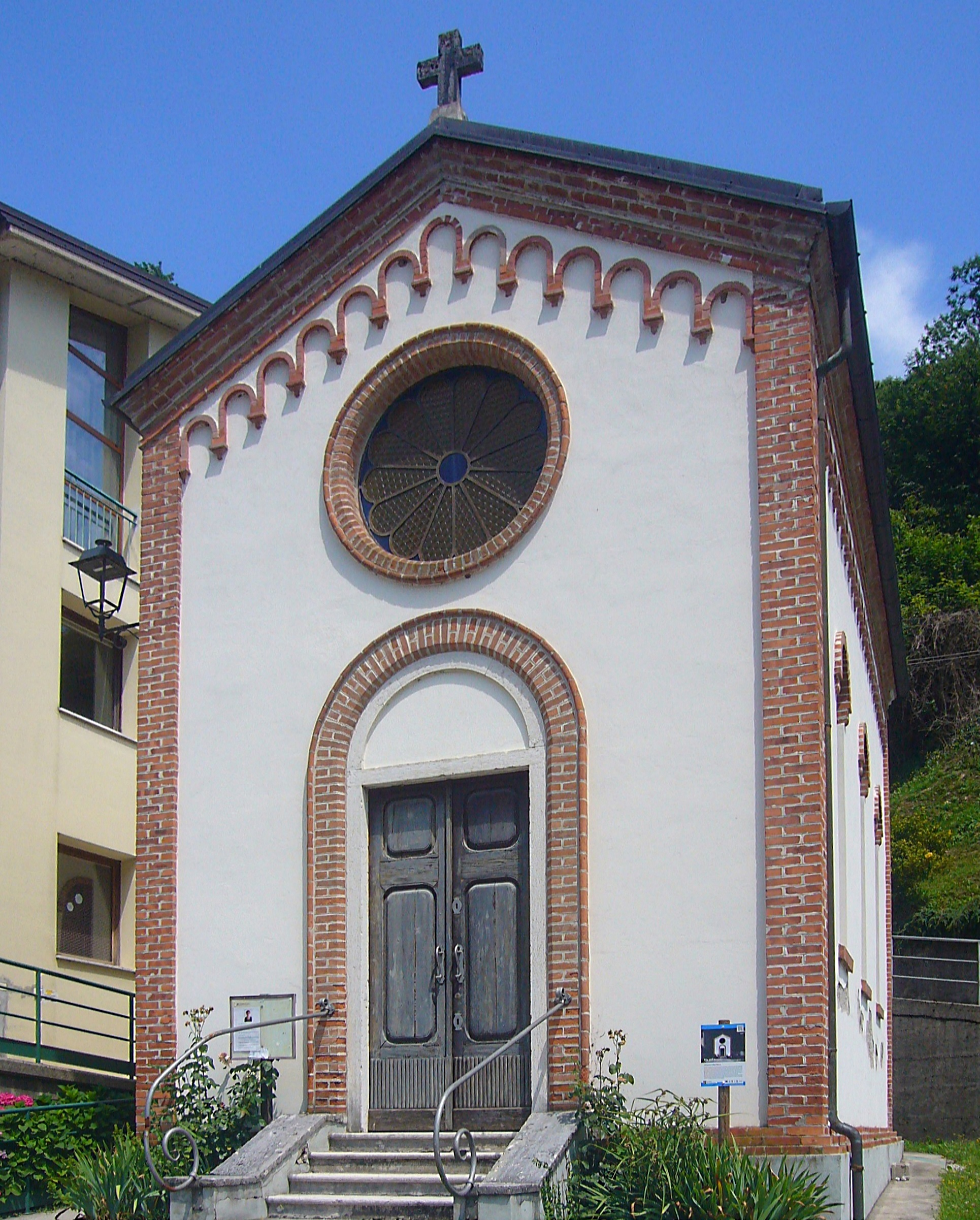
La chiesetta di San Rocco

La chiesetta di S. Rocco situata nei pressi della Casa di Riposo del paese, fu fondata nei primi anni del ‘500 e rifatta un secolo più tardi per accogliere gli appestati. Nel 1901 fu restaurata e adibita nuovamente a luogo di culto, per poi assumere la funzione di cinema e panificio. Durante la I Guerra Mondiale conobbe una fase di rovina e venne utilizzata come deposito. Nel 1930 la costruzione fu demolita assieme al campanile. Lo stesso anno vennero iniziati i lavori per la ricostruzione in stile romanico nelle immediate vicinanze, dedicando l’edificio a S. Rocco. All’interno si trova una tela di Pietro Grande da Schio. È officiata nel terzo giorno delle rogazioni.

#### Chiesetta di S. Sebastiano
La chiesetta di S. Sebastiano e Fabiano collocata nel quartiere Zavino, fu la prima chiesa eretta nella Val dei Conti. Sembra essere stata costruita sulle rovine di un’antica torre probabilmente nell’anno 1477, epoca delle pestilenze contro le quali S. Sebastiano era invocato. All’interno si può ammirare un dipinto in seta rossa raffigurante la passione di Cristo. Restaurata nel 1887, vi si celebra la messa nella festività del Santo Patrono e durante il secondo giorno delle rogazioni.

#### Chiesa della SS. Trinità
La chiesa della SS. Trinità nata nel 1695 come oratorio con un tetto in paglia, divenne chiesa parrocchiale nel 1924. Nel 1797 fu acquistato l’altare di San Michele di Vicenza, ossia l’attuale Altare Maggiore. Nel 1798 esso giunse a Valli su carri trainati da cavalli, e da lì trasportato a braccia dalle donne della filanda di Riva di Staro fino a Staro. La chiesa, in stile barocco, custodisce opere del Marinali ed è costituita da una unica navata, da due piccole cappelle laterali e tre altari. Il campanile, addossato alla chiesa, presenta una cupola diversa da quella dei primi anni del ‘900. Esso ospita sei campane, dedicate a S. Pietro, S. Maria, S. Domenico, S. Antonio e a S. Luigi ed una campana più piccola utilizzata per il richiamo alla S. Messa. Durante la I Guerra Mondiale, le campane furono messe al sicuro e nel 1919 furono ricollocate al loro posto. Tradizionalmente in paese un determinato suono delle campane avvertiva la popolazione che era arrivato il momento di aggiungere neve alla “giassara”.

#### Chiesa parrocchiale di S. Antonio
La chiesa di S. Antonio Abate nacque originariamente come oratorio privato di piccole dimensioni, per venir poi ampliata nel 1852 ed assurgere a parrocchia nel 1927. All’interno si possono ammirare, tra le altre cose, un’opera di Valentino Pupin sul soffitto, una nicchia con una piccola ma pregevole statua della Madonna e un altare dedicato a San Giuseppe. Le decorazioni e la tinteggiatura furono affidate a Giuseppe Lovato. Nel periodo antecedente la Prima Guerra Mondiale fu inoltre innalzato il campanile, mentre negli anni successivi furono costruiti il battistero e due piccole nicchie votive. Alcuni anni più tardi si provvederà al rivestimento dei muri in marmo, mentre nei recenti anni ‘60 si iniziò il restauro, sia degli interni che degli esterni. Le campane erano inizialmente tre, dedicate alla Vergine Maria, a S. Antonio, e a S. Luigi Gonzaga. Nel 1928 se ne aggiunse una quarta dedicata a Maria Santissima.

### Architetture militari

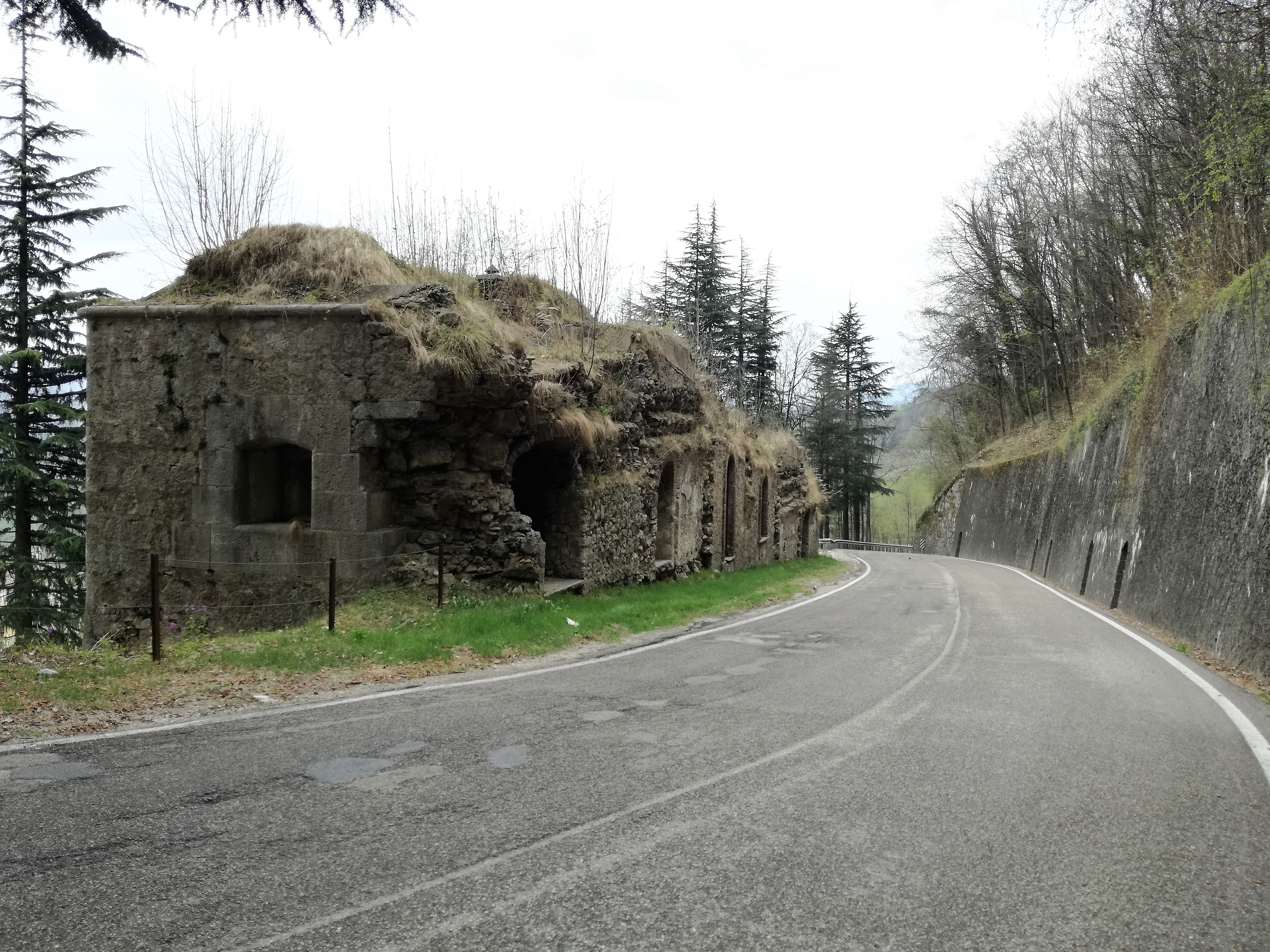
Vista della tagliata Bariola

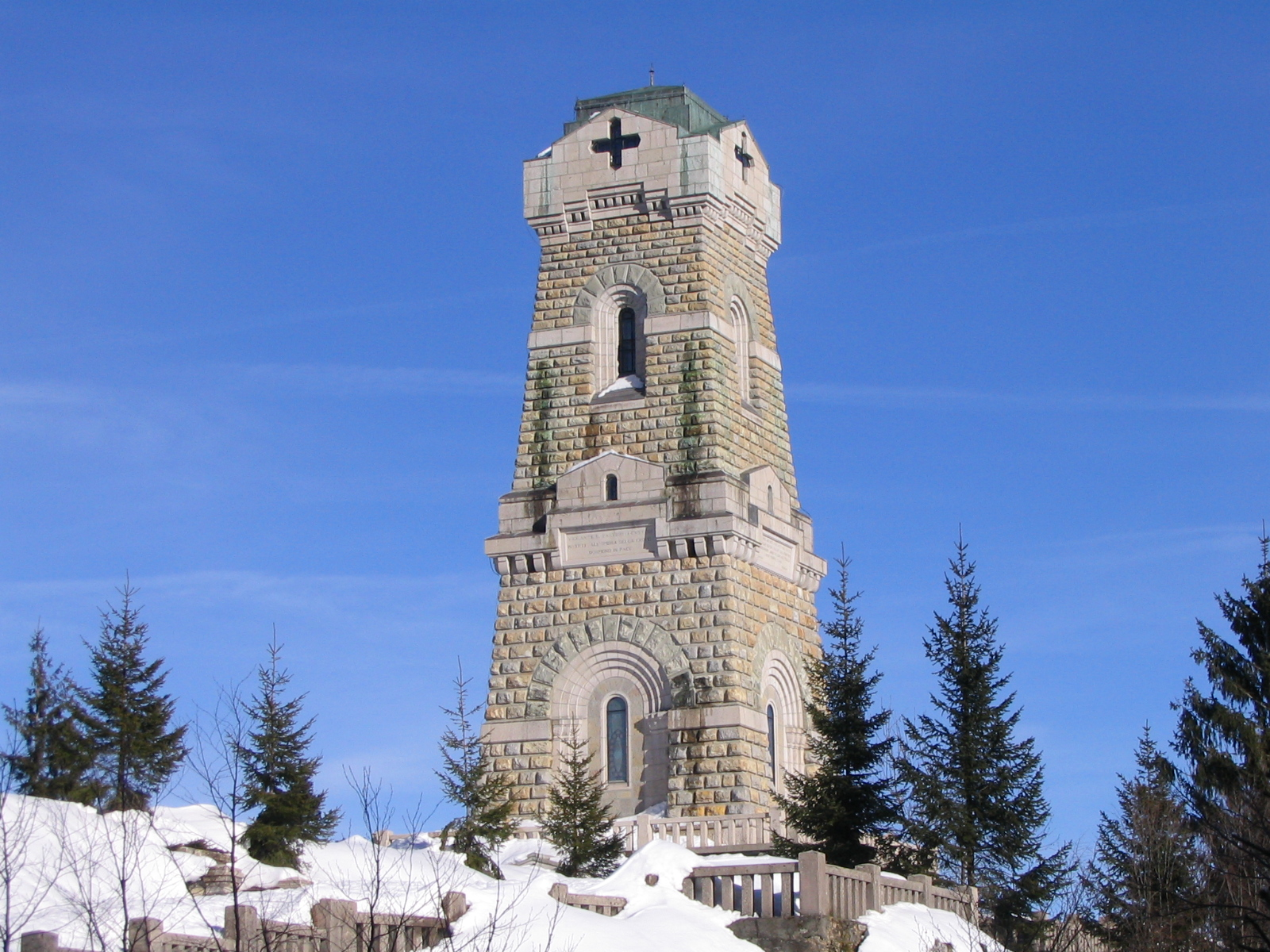
L'ossario del Pasubio

All'interno del suo territorio comunale si trovano molti resti risalenti alla prima guerra mondiale, tra cui la tagliata Bariola e il forte Monte Maso.

#### Ossario del Pasubio
L'ossario del Pasubio, è un monumento dedicato ai caduti della prima guerra mondiale. Si trova sul colle Bellavista che domina la val Leogra, proprio sotto il monte Cornetto a circa 2 km da Pian delle Fugazze, collegato al passo stesso dalla diramazione della ex strada statale 46. La posizione che è stata scelta permette di vedere la sagoma dell'ossario da tutta la pianura vicentina.

#### Monumento ai Caduti di Valli del Pasubio
Si trova nella piazza che affianca il municipio di Valli del Pasubio.

#### Monumento ai Caduti di Staro
Si trova nel piazzale alla fine del paese in direzione Recoaro Terme.

### Architetture Civili

#### Antica segheria alla veneziana
L'antica segheria alla veneziana è un edificio storico situato lungo la Via dell'Acqua a Valli del Pasubio, in contrada Sega. Si tratta di una macchina segatronchi a forza idraulica dell'epoca della Serenissima.

## Società

### Evoluzione demografica
Abitanti censiti

## Cultura

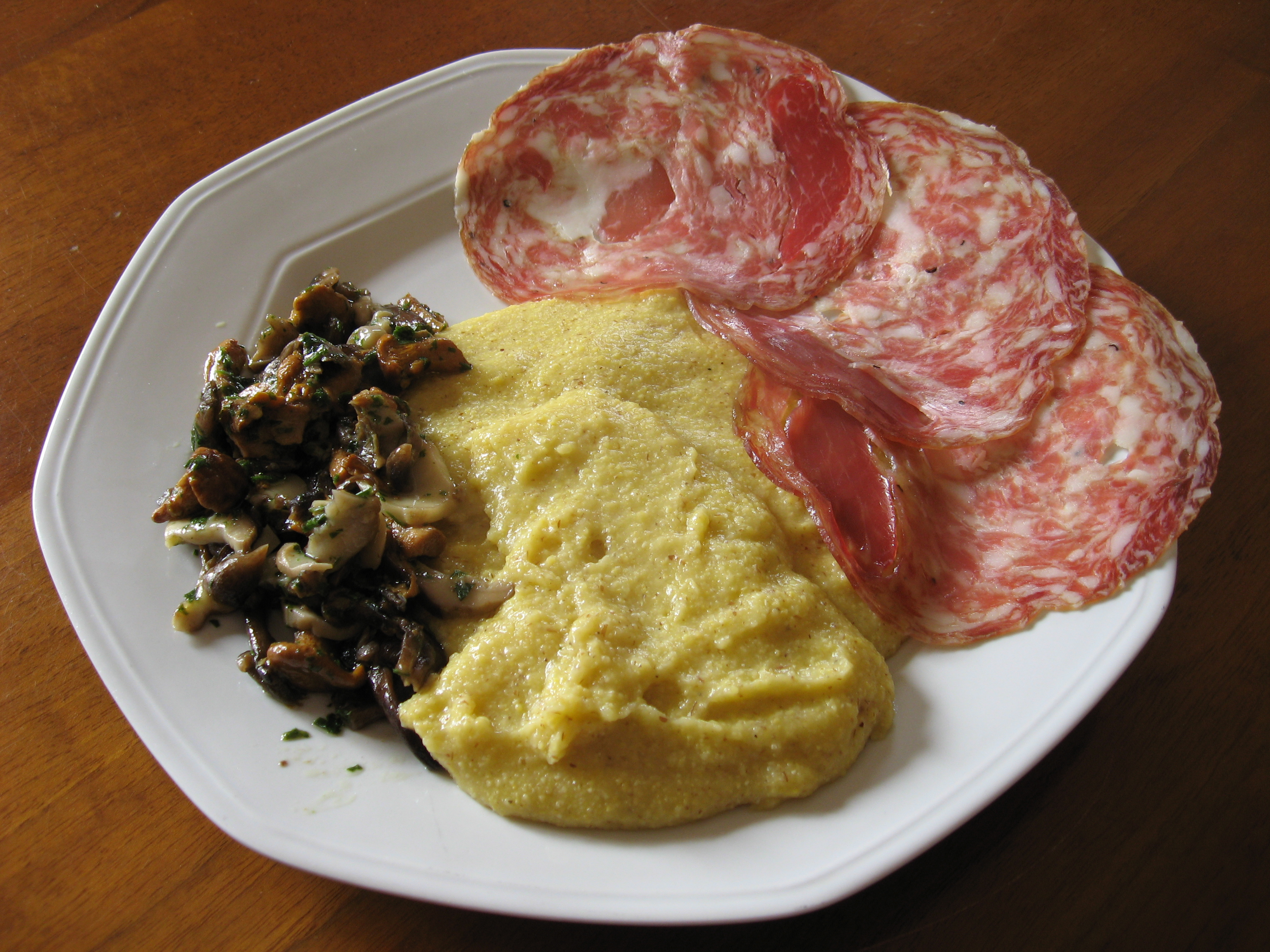
Sopressa con polenta e funghi

### Sagra della Sopressa
La sopressa di Valli del Pasubio è sicuramente uno dei prodotti più celebri di questo territorio, tanto che durante le prime due settimane di agosto viene organizzata la "Sagra della Sopressa" la quale, ogni anno, attira molti visitatori che giungono sino a Valli per gustarla insieme alla polenta, o per acquistarla.
La prima edizione della Sagra risale al 1960 e dopo una breve pausa negli anni successivi, nell'agosto del 2017 si è giunti alla sua 50ª edizione.
Dal 1982 questa manifestazione viene organizzata della Pro Loco di Valli del Pasubio la quale, per mantenere viva la tradizione di "far la sopressa in casa" premia durante la manifestazione la miglior sopressa.

## Infrastrutture e trasporti

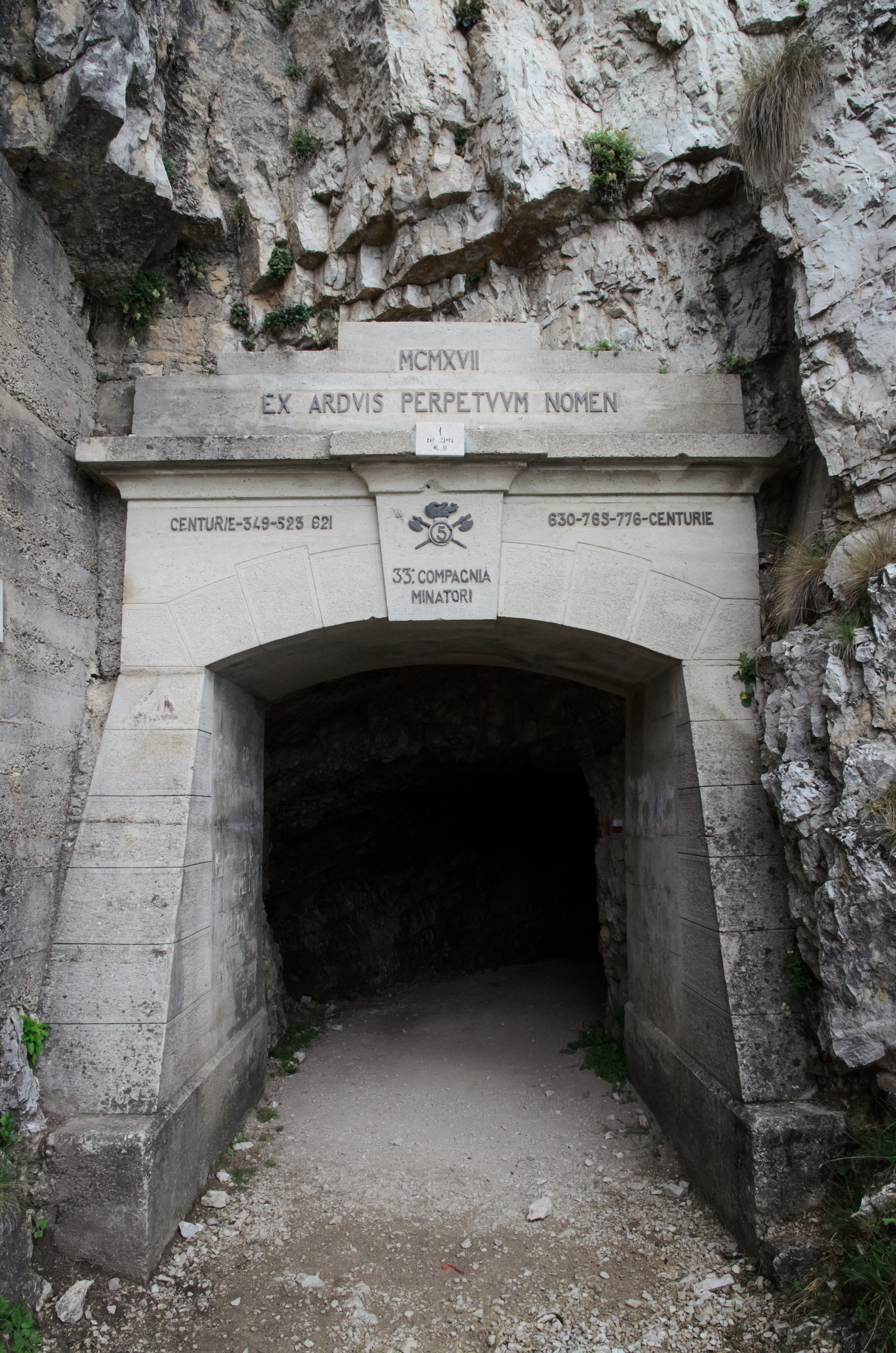
Imbocco della Strada delle 52 gallerie

### Strade
- Strada statale 46 del Pasubio
- Strada statale 246 di Recoaro
- Strada delle 52 gallerie (sentiero storico)
- Strada degli Scarubbi (strada chiusa al transito veicolare)

### Ponti
Dal 2016, è aperto il ponte tibetano, dedicato all'AVIS, che consente l'accesso ad alcuni sentieri. Questo si trova lungo la "Strada del Re" che porta al rifugio Campogrosso.

## Località, Frazioni e Contrade

### Località
- Barloche
- Bise
- Bònpresse
- Brazzavalle
- Brighi
- Camparmò
- Campagnola
- Fonte Regina
- Griglio
- Malga Cornetto
- Malga Prà
- Mao
- Maso
- Pelè
- Ponte Verde
- Staro 1000
- Spianamenti
- Xon

### Frazioni
- Sant'Antonio
- Staro
- Malunga

### Contrade
- Ariche
- Barati
- Bernardi
- Bolfe
- Bosco
- Brandelleri
- Brazzavalle
- Brighi
- Calta
- Camparmò
- Carbonati
- Casaretta
- Casarotti
- Castellani
- Cavedao
- Cavrega
- Ceolati
- Chiumenti
- Ciccheleri
- Codivolpe
- Colareda
- Contrada Seghetta
- Corte
- Cortiana
- Corzati
- Costabella
- Costeggiolo
- Cucco
- Cumerlati
- Ertele
- Fabbri
- Fecchiera
- Federici
- Fontana
- Fonte Regina
- Friduli
- Gaiche
- Gana
- Gecchelini
- Giagora
- Giol
- Giotti
- Gisbenti
- Grafetti
- Griglio
- Grossi
- Grumale
- Guarda
- La tagliata
- Laisse
- Laita
- Lauga
- Lazzari
- Lomiche
- Loniche
- Lorenzi
- Malga Prà
- Maltauro
- Manozzo
- Mantovani
- Mao
- Maso Malunga
- Mattiani
- Meltra

- Molin Maso
- Muro
- Nordare
- Offiche
- Onegra
- Orte
- Pagliosa
- Palari
- Palezza

- Pelè
- Penzi
- Pianegonda
- Pieriboni
- Pietra
- Pojera
- Polembise
- Ponte Verde
- Pozza
- Pozzacchi
- Pozzera
- Pra dei Penzi
- Prà
- Radera
- Riva Calta
- Riva Malunga
- Riva Staro
- Romera
- Rompi
- Varma

#### Costapiana
- Costapiana di Sopra
- Costapiana di Sotto

#### Palezzati
- Palezzati di Sopra
- Palezzati di Sotto

#### Molin Cubi
- Molin di Sotto

- Molin di Sopra

#### Zonetti
- Zonetti di Sotto
- Zonetti di Sopra

#### Zarletti
- Zarletti di Sotto
- Zarletti di Sopra

## Amministrazione
| Periodo        | Periodo        | Primo cittadino        | Partito              | Carica  | Note |
| -------------- | -------------- | ---------------------- | -------------------- | ------- | ---- |
| 26 luglio 1985 | 9 luglio 1990  | Pietro Dalle Molle     | Democrazia Cristiana | Sindaco |      |
| 12 luglio 1990 | 24 aprile 1995 | Antonio Cavion         | Democrazia Cristiana | Sindaco |      |
| 24 aprile 1995 | 14 giugno 1999 | Corrado Filippi Farmar | Centro-sinistra      | Sindaco |      |
| 14 giugno 1999 | 8 giugno 2009  | Fausto Dalla Riva      | Centro-destra        | Sindaco |      |
| 8 giugno 2009  | 27 maggio 2019 | Armando Cunegato       | Centro-sinistra      | Sindaco |      |
| 27 maggio 2019 | 10 giugno 2024 | Carlo Bettanin         | Lista civica         | Sindaco |      |
| 10 giugno 2024 | in carica      | Gianvalerio Piva       | Lista civica         | Sindaco |      |

### Variazioni
La denominazione del comune fino al 1926 era Valli dei Signori.